# Шевце (Куявсько-Поморське воєводство)
Шевце (пол. Szewce) — село в Польщі, у гміні Пйотркув-Куявський Радзейовського повіту Куявсько-Поморського воєводства. Населення — 308 осіб (2011).
У 1975—1998 роках село належало до Влоцлавського воєводства.

## Демографія
Демографічна структура станом на 31 березня 2011 року:
|          | Загалом | Допрацездатний вік | Працездатний вік | Постпрацездатний вік |
| -------- | ------- | ------------------ | ---------------- | -------------------- |
| Чоловіки | 145     | 37                 | 90               | 18                   |
| Жінки    | 163     | 39                 | 92               | 32                   |
| Разом    | 308     | 76                 | 182              | 50                   |